# Formidable (1795)
Pour les autres navires du même nom, voir Formidable et HMS Brave.
Le Formidable est un navire de guerre français en service de 1795 à 1805, puis britannique jusqu'en 1816 sous le nom HMS Brave (1805).
C'est un vaisseau de ligne de 80 canons de la classe Tonnant.

## Construction
Il est mis sur cale à Toulon en 1794 selon les plans de l'architecte naval Jacques-Noël Sané (1740-1831). C'est le quatrième exemplaire des 35 vaisseaux de la classe Tonnant, vaisseaux à deux ponts les plus longs, les plus puissants et les plus manœuvrant de leur temps. Il est lancé en 1795 et incorpore l'escadre de la Méditerranée. 

## Dans l'escadre de la Méditerranée: 1797 et 1803

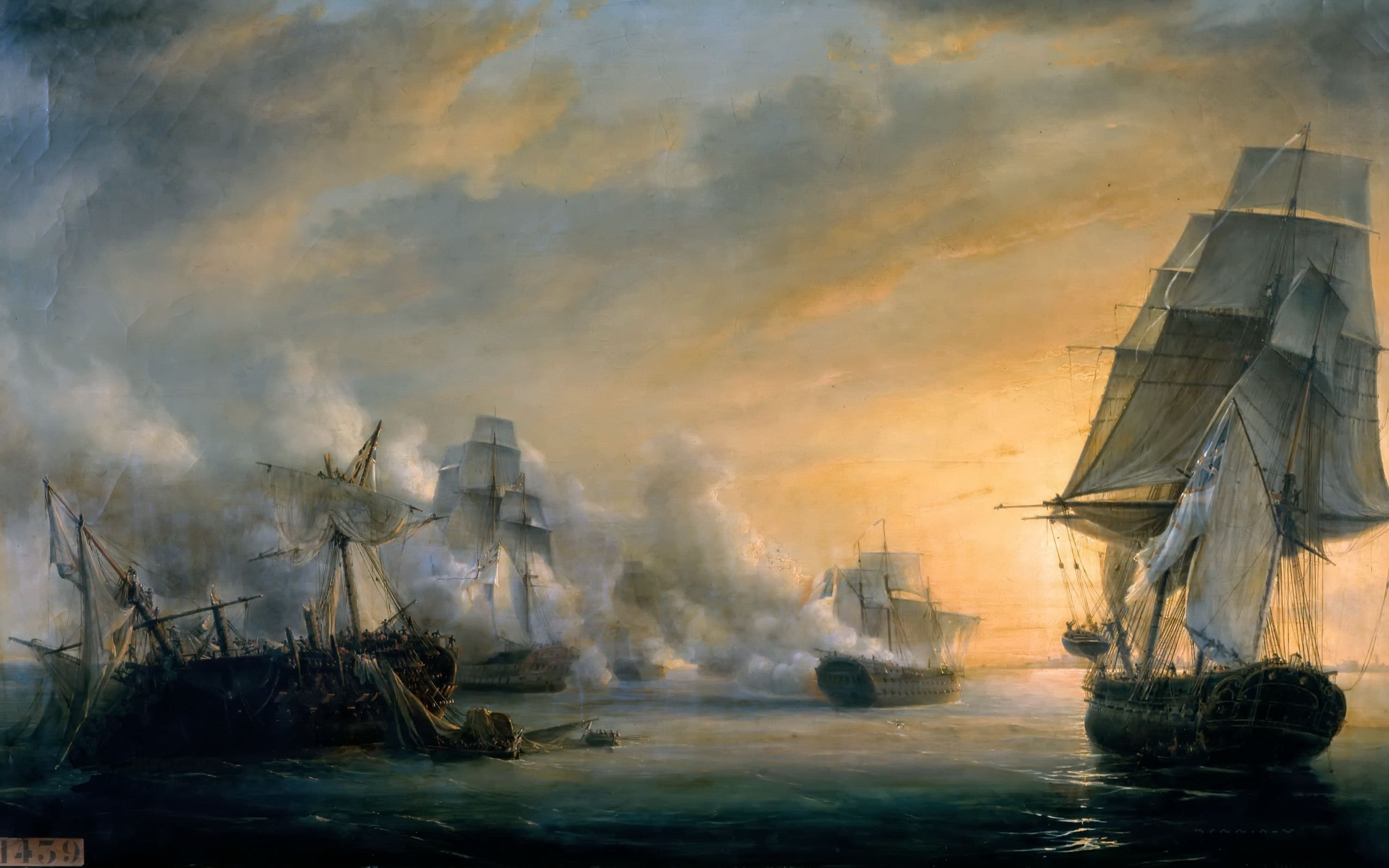
Combat entre le vaisseau le Formidable et trois britanniques, le 13 juillet 1801.

Le vaisseau évolue en Méditerranée sous les ordres du capitaine de vaisseau Landais Lalonde, et participe aux opérations dans le golfe de Gênes. En 1801, il est à la bataille d'Algésiras. Très impliqué, son capitaine est tué et le commandement est confié au jeune capitaine de frégate Aimable Gilles Troude. Sous le commandement de ce dernier l'équipage du Formidable repousse le vaisseau britannique HMS Venerable, et échappe aux tirs de deux autres vaisseaux ennemis qui endommagent fortement le navire qui parvient à regagner Algésiras.
Remis en état à Toulon, il reprend du service en 1802 et 1803, et sert dans la flotte sous les ordres de l'amiral Latouche-Tréville.

## Dans la flotte de diversion: janvier - août1805
Le 17 janvier 1805, intégré dans la flotte de l'amiral Villeneuve, le Formidable quitte Toulon accompagné de 10 autres navires de lignes et 8 frégates, et le 20 janvier la flotte parvient à échapper à la surveillance de celle de Nelson, passe Gibraltar et renforcée de 7 vaisseaux espagnols sous le commandement du vice-amiral Federico Gavrina et de 3 vaisseaux français, se  dirige en direction de la Martinique qu'elle atteint le 13 mai. Le but est d'attirer le maximum de flottes anglaises loin d'Europe et de converger vers la Manche pour couvrir le passage en Angleterre de la Grande Armée concentrée autour de Boulogne. La flotte prend le Rocher du Diamant aux Britanniques. Apprenant que la flotte de Nelson est arrivée dans les Caraïbes, le 7 juillet, Villeneuve ordonne de faire voile vers l'Europe et appareille le 11 juin.
Sur le retour, la flotte franco-espagnole, est éprouvée par une tempête et retardée à l'entrée du golfe de Gascogne par des vents contraires. Repérée, elle est interceptée le 22 juin 1805 par une flotte britannique dirigée par Sir Robert Calder, lors de la bataille du Cap Finisterre. Après une violente canonnade et la capture, par l'ennemi, de deux vaisseaux espagnols, les flottes se séparent dans le brouillard. Éprouvée après six mois passés en mer, la flotte se réfugie à Cadix où elle fait réparation, surveillée par les flottes britanniques. En octobre, Villeneuve a reçu des ordres de l'amiral Decrès, ministre de la Marine française, de revenir en mer Méditerranée. Mais il semble peu enclin à quitter Cadix, il pressent la colère de Napoléon mais il sait que ses capitaines et ses équipages craignent Nelson. Seule l'annonce de l'arrivée de son remplaçant, le vice-amiral François Rosily, à Madrid, le 18 octobre, ajoutée au rapport de ses espions signalant seulement six vaisseaux britanniques du côté de Gibraltar, le décide. Le 20 octobre, soudain partisan du départ, il quitte le port après une rapide préparation de ses navires, et composant sa flotte en trois colonnes, et il met cap sur le détroit de Gibraltar. Le soir même, l’Achille signale dix-huit navires britanniques à leur poursuite dans le nord-est. Durant la nuit, Villeneuve décide de virer de bord et de former sa flotte sur une ligne et de se préparer au combat. Les flottes ennemies convergent l'une vers l'autre et se déploient en ordre de combat sur une mer déjà un peu marbrée d'une ample houle annonçant une tempête imminente. Elles vont se croiser au large du cap Trafalgar.

## Bataille de Trafalgar, octobre1805
|                                               |  |                                |
| Au large du cap Trafalgar, les flottes à 13 h |  | Trafalgar, situation à 17 h 00 |

Le Formidable porte alors la marque du contre-amiral Dumanoir, qui commande l'avant-garde de la flotte franco-espagnole. Celle-ci est composée de six autres vaisseaux français, le Scipion, le Duguay-Trouin, le Mont-Blanc, l’Intrépide et le Neptune et de trois vaisseaux espagnols Rayo, Neptuno et  San Francisco de Asis. 
Alors que la bataille fait rage derrière elle, l'avant-garde garde longtemps son cap, malgré les signaux de Villeneuve ordonnant de virer de bord pour soutenir le centre et l'arrière-garde de la ligne franco-espagnole coupée par les escadres de Nelson et  Collingwood, qui sont submergés par l'ennemi.  À l'exception de l’Intrépide du capitaine Infernet qui en se portant au secours du Bucentaure jette son navire au cœur de la mêlée, ces vaisseaux ne se joignent aux combats que vers 16 h 00 où ils ne tirent que quelques coups de canon et échappent ainsi à l'affrontement.

## Labataille du cap Ortegalet la capture: novembre1805
Après le désastre de Trafalgar, les 4 vaisseaux français composent une escadre de rescapés très éprouvés matériellement et moralement qui tentent de regagner Brest ou Rochefort. Elle est interceptée à l'entrée du golfe de Gascogne le 3 novembre 1805, par une flotte commandée par l'amiral britannique Sir Richard Strachan, composée de quatre vaisseaux, les HMS Caesar, Hero, Courageux, Namur, et de 4 frégates. La flotte française est entièrement défaite au large du cap Ortegal, près du Ferrol. Comme tous les autres vaisseaux, le Formidable est pris ; il sera incorporé dans la Royal Navy sous le nom d'HMS Brave. Il sera désarmé et démonté en 1816.